# Stenocatantops immaculatus
Stenocatantops immaculatus är en insektsart som beskrevs av Willemse, C. 1956. Stenocatantops immaculatus ingår i släktet Stenocatantops och familjen gräshoppor. Inga underarter finns listade i Catalogue of Life.